# Конгруенція
Конгруенція — відношення еквівалентності на алгебричній структурі, що зберігається за основних операцій. Поняття відіграє важливу роль в універсальній алгебрі: будь-яка конгруенція породжує відповідну фактор-структуру — розбиття початкової алгебричної структури на класи еквівалентності відносно конгруенції.

## Визначення
Відношення {\displaystyle \theta (x_{1},\ldots ,x_{m})} на множині {\displaystyle A} називають стабільним відносно {\displaystyle n}-арної операції {\displaystyle f}, визначеної на цій множині, якщо для будь-яких елементів {\displaystyle a_{i1},\ldots ,a_{im}} ({\displaystyle i=1,\ldots ,n}) множини {\displaystyle A} з істинності відношень {\displaystyle \theta (a_{i1},\ldots ,a_{im})} ({\displaystyle i=1,\ldots ,n}) випливає істинність відношення {\displaystyle \theta (f(a_{11},\ldots ,a_{n1}),\ldots ,f(a_{1m},\ldots ,a_{nm}))}.
Відношення {\displaystyle \theta } називають конгруенцією на алгебричній системі {\displaystyle {\mathfrak {A}}}, якщо воно стабільне відносно кожної з головних операцій системи {\displaystyle {\mathfrak {A}}}. (За такого визначення поняття конгруенції не залежить від основних відношень системи {\displaystyle {\mathfrak {A}}}.)

## Фактор-структура
Для алгебричної системи {\displaystyle {\mathfrak {A}}=(A,{\mathit {\Phi }},{\mathit {\mathrm {P} }})} на фактор-множині {\displaystyle A/\theta } за конгруенцією {\displaystyle \theta \subseteq A^{2}} для всіх операцій {\displaystyle f_{i}\in {\mathit {\Phi }}} і відношень {\displaystyle r_{i}\in {\mathit {\mathrm {P} }}} природним чином вводяться операції і відношення над відповідними класами суміжності:
{\displaystyle f_{i}^{\star }([a_{1}]_{\theta },\dots ,[a_{n}]_{\theta })=[f_{i}(a_{1},\dots ,a_{n})]_{\theta }},
{\displaystyle r_{i}^{\star }([a_{1}]_{\theta },\dots ,[a_{m}]_{\theta })\Leftrightarrow \exists (b_{1}\in [a_{1}]_{\theta },\dots ,b_{m}\in [a_{m}]_{\theta })r_{i}(b_{1},\dots ,b_{m})}.
Отримана система позначається {\displaystyle {\mathfrak {A}}/\theta } і називається фактор-структурою, а відображення {\displaystyle h_{\theta }\colon {\mathfrak {A}}\to {\mathfrak {A}}/\theta }, яке визначається правилом {\displaystyle h_{\theta }(a)=[a]_{\theta }} — канонічним епіморфізмом.
Множина всіх конгруенцій даної системи {\displaystyle \mathrm {Con} ({\mathfrak {A}})} утворює повну ґратку відносно операцій об'єднання та перерізу, а також задає відношення включення:
{\displaystyle \theta _{1}\leqslant \theta _{2}\Leftrightarrow \forall a,b\in A\,a\,\theta _{1}\,b\to a\,\theta _{2}\,b}.
Для будь-якого набору конгруенцій заданої алгебричної системи {\displaystyle \{\theta _{i},i\in I\}\subseteq \mathrm {Con} ({\mathfrak {A}})} має місце такий результат (теорема Ремака): фактор-структура за перерізом набору конгруенцій вкладається в прямий добуток фактор-структур за кожною з конгруенцій набору:
{\displaystyle {\mathcal {A}}/\bigcap _{i\in I}{\theta _{i}}\hookrightarrow \prod _{i\in I}{{\mathfrak {A}}/\theta _{i}}}.